# Apotex
Apotex Inc. (Dachgesellschaft:  Apotex Pharmaceutical Holdings Inc.) ist ein kanadisches Pharmaunternehmen mit Hauptsitz in Toronto (Provinz Ontario). Das 1974 von Barry Sherman (1942–2017) gegründete Unternehmen ist der größte Generika-Hersteller in Händen kanadischer Eigentümer. Es erzielte im Jahr 2016 einen Generika-bezogenen Umsatz von geschätzt 1,6 Milliarden Kanadischen Dollar und stand damit auf Rang 15 der weltgrößten Generikahersteller. Nach Eigenangaben beschäftigt Apotex weltweit über 8.000 Mitarbeiter. Seine Aktivitäten gliedert Apotex in die Sparten Apotex Generics, Apotex Active Pharmaceutical Ingredients, Apobiologix und ApoPharma. CEO und Chairman ist seit August 2014 Jeremy B. Desai.
Im Jahr 2014 wurde das Unternehmen Cangene, an dem Apotex rund 61 % der Anteile hielt, an den US-Konkurrenten Emergent BioSolutions verkauft.